# Charufijja Saghira
Charufijja Saghira (arab. خاروفية صغيرة) – wieś w Syrii, w muhafazie Aleppo, w dystrykcie Manbidż. W 2004 roku liczyła 454 mieszkańców.